# Arturo Guidoni
Arturo Guidoni (29 luglio 1966) è un militare italiano, Luogotenente dell'Arma dei Carabinieri, insignito della medaglia d'oro al valor civile.

## Descrizione del fatto
Il 6 agosto 2018, a Bologna, in servizio presso la Compagnia di Bologna-Borgo Panigale, intervenne insieme ad alcuni suoi colleghi e con in testa il loro Comandante,  in occasione di un gravissimo incidente stradale che vide l'esplosione di un'autocisterna di combustibile. Tra gli eroici soccorritori, rimasti seriamente feriti, oltre a Guidoni (all'epoca maresciallo maggiore - ora Luogotenente) figurano il capitano Elio Norino, i marescialli maggiori Massimo Piras, Giacomo Nicolò Vecchi e Gian Paolo Capuano, i marescialli ordinari Fabio D'Alessio, Emanuele Manieri e Domenico Marrocco, l'appuntato scelto Antonio Cuccaro, l'appuntato Antonio Mariano e il carabiniere scelto Antonio Vincenti. Sono stati tutti decorati in vita con la Medaglia d'Oro al Valor Civile.